# Alchemilla pawlowskii
Alchemilla pawlowskii é uma espécie de rosácea do gênero Alchemilla, pertencente à família Rosaceae.